# Ministerio de Integración Nacional (Brasil)
El  Ministerio de Integración Nacional es un órgano del gobierno federal brasileño creado el 29 de julio de 1999, a través de la medida provisória n.º 1.911-8, más tarde convertida en ley n.º 10.683/2003.

## Competencias
La estructura departamental del ministerio fue aprobada por el decreto n.º 5.847 de 14 de julio de 2006, que estableció las siguientes competencias para la institución:
1. Formular y conducir la política de desarrollo nacional integrada
2. Formular planes y programas regionales de desarrollo
3. Establecer estrategias de integración de las economías regionales
4. Establecer directrices y prioridades en la aplicación de los recursos de los programas de financiación, contemplados en la Constitución Federal
5. Establecer directrices y prioridades en la aplicación de los recursos del Fondo de Desarrollo de la Amazônia y del Fondo de Desarrollo del Nordeste
6. Establecer normas para la buena marcha de los programas de financiación de los fondos constitucionales y de las programaciones presupuestarias de los fondos de inversiones regionales
7. Acompañar y evaluar los programas integrados de desarrollo nacional
8. Defensa civil
9. Obras contra las sequías y de infraestructuras hidrográficas
10. Formular y conducir la política nacional de riego
11. Ordenación territorial
12. Obras públicas en zonas fronterizas

Tiene como directriz principal la actuación sobre la Política Nacional de Desarrollo Regional (PNDR), instrumento que orienta los programas y acciones del Ministerio. En ese sentido, la PNDR orienta la formulación e implementación de grandes proyectos estructurales interregionales, que resultan, en la práctica, muy positivos para la construcción de relaciones federativas entre los tres niveles de Gobierno - Federal, Provincial y Municipal - y con una participación social amplia de los actores subregionales.

## Órganos dependientes

### Órganos autónomos
- Superintendência do Desenvolvimento do Nordeste (SUDENE)
- Superintendência del Desarrollo de la Amazônia (SUDAM)
- Superintendência del Desarrollo del Centro-Oeste (SUDECO)
- Departamento Nacional de Obras Contra a Seca (DNOCS)

### Empresas públicas
- Companhia de Desenvolvimento dos Vales do São Francisco e do Parnaíba (CODEVASF)